# Trynidad i Tobago na Letnich Igrzyskach Olimpijskich 1964
Trynidad i Tobago na Letnich Igrzyskach Olimpijskich 1964 reprezentowało 13 zawodników, tylko mężczyzn.

## Zdobyte medale
| Medal  | Zawodnik                                                    | Dyscyplina    | Konkurencja    |
| ------ | ----------------------------------------------------------- | ------------- | -------------- |
| Srebro | Wendell Mottley                                             | Lekkoatletyka | 400 metrów     |
| Brąz   | Edwin Roberts                                               | Lekkoatletyka | 200 metrów     |
| Brąz   | Edwin Roberts, Kent Bernard, Edwin Skinner, Wendell Mottley | Lekkoatletyka | 4 × 400 metrów |

## Skład kadry

### Kolarstwo
Mężczyźni
- Roger Gibbon

Sprint - odpadł w piątej rundzie
Time Trial 1000 metrów - 8. miejsce
- Fitzroy Hoyte - sprint - odpadł w drugiej rundzie
- Ronald Cassidy - wyścig indywidualny na dochodzenie - odpadł w eliminacjach

### Lekkoatletyka
Mężczyźni
- Wilton Jackson - 100 metrów - odpadł w eliminacjach
- Edwin Roberts - 200 metrów - 3. miejsce
- Clifton Bertrand - 200 metrów - odpadł w ćwierćfinałach
- Wendell Mottley - 400 metrów - 2. miejsce
- Edwin Skinner - 400 metrów - 8. miejsce
- Kent Bernard - 400 metrów - odpadł w półfinałach
- Edwin Roberts, Kent Bernard, Edwin Skinner, Wendell Mottley - 4 × 400 metrów - 3. miejsce

### Podnoszenie ciężarów
Mężczyźni
- Hugo Gittens - waga lekka - 11. miejsce
- Brandon Bailey - waga ciężka - 20. miejsce

### Żeglarstwo
Mężczyźni
- Rawle Barrow, Cordell Barrow - klasa Latający Holender - 19. miejsce